# Deutsches Obergericht für das Vereinigte Wirtschaftsgebiet
Das Deutsche Obergericht für das Vereinigte Wirtschaftsgebiet (DOG) mit Sitz in Köln war ein durch Proklamation Nr. 8 (Amerikanische Besatzungszone) bzw. Verordnung Nr. 127 (Britische Besatzungszone) vom 9. Februar 1948 geschaffenes Gericht, zuständig für Revisionsverfahren und sonstige Streitigkeiten, die das Recht des Vereinigten Wirtschaftsgebiets betrafen. Die Mitglieder wurden von den Militärgouverneuren ernannt (Art. III der Proklamation/Verordnung). Sein Präsident war der Jurist Herbert Ruscheweyh, Generalanwalt der Jurist Hans Quambusch.
Die Zuständigkeit des Gerichts wurde wie folgt umschrieben:
- in erster Instanz (Art. V):

„(1) Streitigkeiten zwischen der Verwaltung des Vereinigten Wirtschaftsgebietes und einem Lande oder zwischen zwei oder mehreren Ländern, wenn es sich um die Anwendung oder Auslegung von Gesetzen der Verwaltung des Vereinigten Wirtschaftsgebietes […] oder die Gültigkeit, die Anwendung oder Auslegung von dazu ergangenen Ausführungsbestimmungen, einschließlich der dazu von einem der Länder erlassenen Ausführungsbestimmungen, handelt;
(2) Klagen der Verwaltung des Vereinigten Wirtschaftsgebietes gegen ein Land, die sich darauf stützen, dass die Gesetzgebung eines Landes oder die dazu ergangenen Ausführungsbestimmungen mit einem Gesetz der Verwaltung des Vereinigten Wirtschaftsgebietes oder der dazu ergangenen Ausführungsbestimmungen unvereinbar sind oder dass sie im Hinblick auf die der Verwaltung des Vereinigten Wirtschaftsgebietes zustehenden Befugnisse die Zuständigkeit der Länder überschreiten“
- als Rechtsmittelinstanz (Art. VI):

„Revisionen gegen Entscheidungen eines deutschen Gerichtes […], die sonst mit keinem Rechtsmittel mehr anfechtbar sind und eine der in Art. V bezeichneten Fragen betreffen oder die Anwendung oder Auslegung eines Gesetzes der Militärregierung, durch das ein deutsches, mit Befugnissen im Vereinigten Wirtschaftsgebiet ausgestattetes Finanz- oder Wirtschaftsinstitut errichtet wird, oder einer zu einem solchen Gesetz ergangenen Ausführungsbestimmung“
- Entscheidung über die Ungültigkeit von Ausführungsbestimmungen (Art. VII):

„Ist die Gültigkeit einer zu gesetzlichen Vorschriften der Verwaltung des Vereinigten Wirtschaftsgebietes ergangenen Ausführungsbestimmung für die Entscheidung eines deutschen Gerichts von Bedeutung und hält das Gericht die Bestimmung für ungültig, so hat es, bevor es sein Endurteil erlässt, die Frage der Ungültigkeit dem Obergericht zur Entscheidung vorzulegen.“
Das Deutsche Obergericht hatte daher einerseits Zuständigkeiten, die einem obersten Gerichtshof der ordentlichen Gerichtsbarkeit entsprechen (wie z. B. dem Bundesgerichtshof); andererseits hatte es in erster Instanz und auf Vorlage anderer Gerichte Aufgaben, die eher solche eines Verfassungsgerichts sind.
Eine Besonderheit bestand in Art. IX, der besagte, dass den Entscheidungen in Verfahren gemäß Art. V und VI nach Veröffentlichung im Gesetzblatt Bindungswirkung für „alle anderen deutschen Gerichte und Behörden“ zukomme (vgl. heute § 31 BVerfGG). Diese Bestimmung wurde allerdings im März 1951 gestrichen. 16 Entscheidungen waren bis dahin veröffentlicht worden.
Gemäß Art. 137 Abs. 3 des Grundgesetzes war das Deutsche Obergericht für das Vereinigte Wirtschaftsgebiet ferner bis zur Errichtung des Bundesverfassungsgerichts für Beschwerden gegen Wahlprüfungsentscheidungen des Deutschen Bundestages zuständig.
Nach der Errichtung des Bundesgerichtshofes und des Bundesverfassungsgerichts wurde das Deutsche Obergericht formal durch Verordnung der Bundesregierung vom 27. Dezember 1951 aufgelöst.